# Staatskapelle de Dresde
La Sächsische Staatskapelle Dresden, plus communément appelée Staatskapelle de Dresde en français est un orchestre allemand basé dans la ville de Dresde. Fondé par le prince-électeur de Saxe Maurice le 22 novembre 1548, c'est un des plus anciens orchestres du monde, si ce n'est le plus ancien.
Il est considéré comme l'un des plus prestigieux orchestres européens.

## Histoire
La Staatskapelle de Dresde, comme son homonyme berlinois, remplit une double fonction : celle d'orchestre d'opéra en qualité d'orchestre attitré du Semperoper de Dresde, et celle d'orchestre symphonique. La majorité de ses concerts ont lieu au Semperoper, quelques-uns à l'Église Notre-Dame de Dresde (la Dresdner Frauenkirche). Les enregistrements de l'orchestre ont généralement lieu à l'Église Saint-Luc (Lukaskirche) de la ville. L'Orchestre philharmonique de Dresde, créé en 1870, joue lui au Kulturpalast.
À sa création, la Hofkapelle (chapelle de cour) remplit essentiellement une fonction religieuse. C'est alors une formation vocale plus qu'instrumentale. Par la suite, sa composition et ses missions évoluent, avec le développement de l'opéra au XVIIIe siècle.
L'orchestre a eu au cours de son histoire d'éminents chefs. Le nom de Heinrich Schütz est associé à ses premières années, et ceux de Carl Maria von Weber et de Richard Wagner au XIXe siècle. Avec ces deux personnalités, Dresde et sa Staatskapelle jouent un rôle central dans la création de l'opéra national allemand, à une époque où le genre est dominé en Allemagne par la musique italienne. Au XXe siècle, c'est en partie cette tradition qui est prolongée par la collaboration entre l'orchestre et Richard Strauss, aussi bien en tant que chef d'orchestre que compositeur. Bon nombre de ses œuvres, surtout scéniques, ont été créées par la Staatskapelle de Dresde, et font depuis partie de la tradition de l'orchestre. Karl Böhm, Rudolf Kempe et — moins fréquemment — Herbert von Karajan, trois chefs particulièrement prestigieux et familiers de l'œuvre de Strauss, l'ont également dirigé au cours du XXe siècle.
Herbert Blomstedt en a été le directeur musical de 1975 à 1985. C'est avec lui que l'orchestre a enregistré l'intégrale des neuf symphonies de Ludwig van Beethoven.
Giuseppe Sinopoli en a été le chef jusqu'à sa mort brutale, en 2001. D'août 2002 à l'année 2004, c'est Bernard Haitink qui lui a succédé. Depuis, Fabio Luisi a été désigné Generalmusikdirektor. Il a pris officiellement ses fonctions en août 2007. Entre-temps, Sir Colin Davis a reçu le titre d'Ehrendirigent (chef honoraire). Christian Thielemann a succédé à Fabio Luisi en 2012.
En 2022, la formation est lauréate du prix Herbert-von-Karajan.
La même année, Daniele Gatti est nommé directeur musical de la Staatskapelle à compter de septembre 2024 pour succéder à Christian Thielemann, jusqu'en 2030,.

## Liste des directeurs musicaux successifs

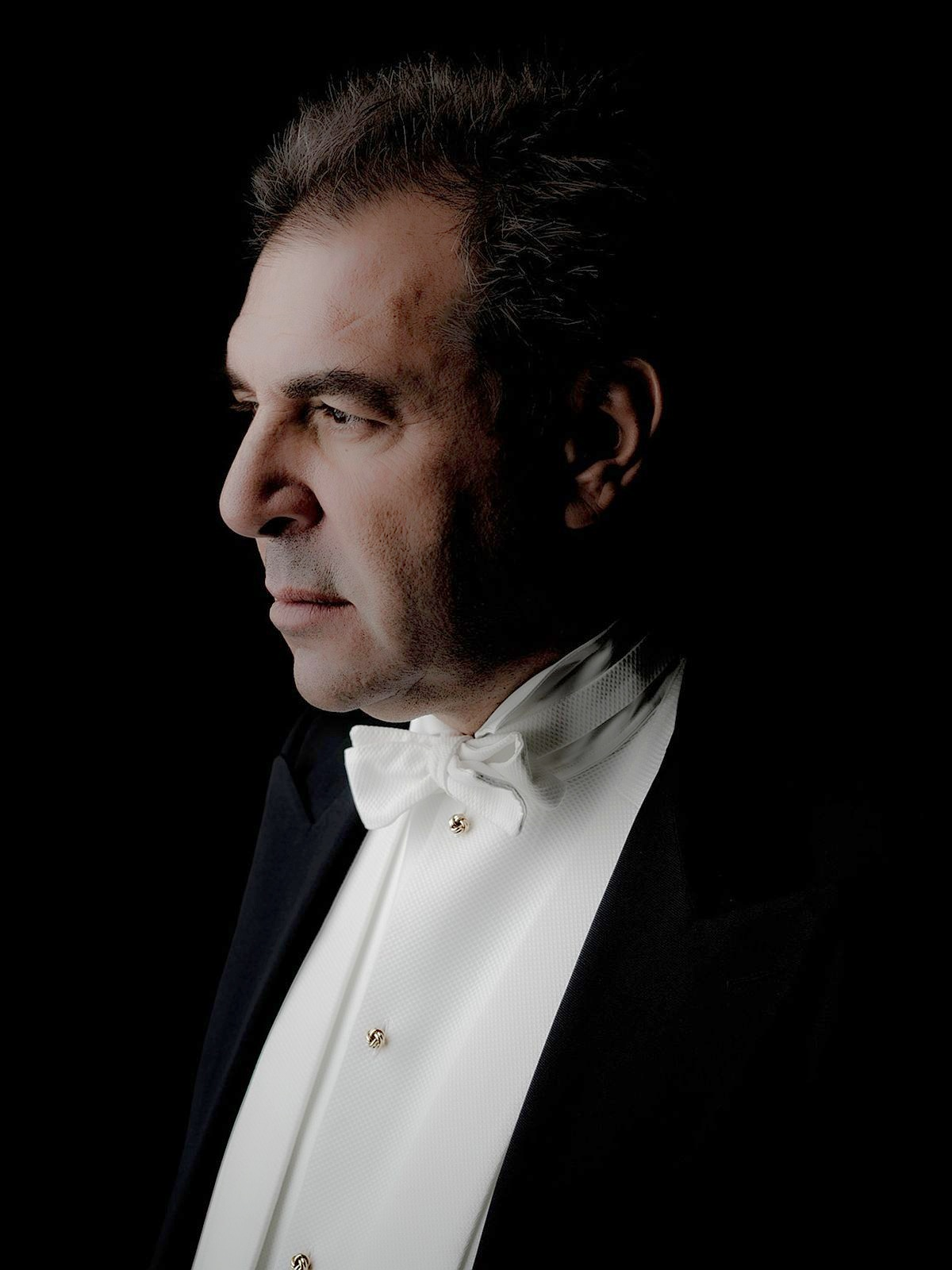
Danielle Gatti (2017)

- Daniele Gatti (depuis 2024)
- Christian Thielemann (2012-2024)
- Fabio Luisi (2007-2012)
- Bernard Haitink (2002–2004)
- Giuseppe Sinopoli (1992–2001)
- Hans Vonk (1985–1990)
- Herbert Blomstedt (1975–1985)
- Martin Turnovský (1966–1968)
- Kurt Sanderling (1964–1967)
- Otmar Suitner (1960–1964)
- Lovro von Matačić (1956–1958)
- Franz Konwitschny (1953–1955)
- Rudolf Kempe (1949–1953)
- Joseph Keilberth (1945–1950)
- Karl Elmendorff (1943–1944)
- Karl Böhm (1934–1943)
- Fritz Busch (1922–1933)
- Fritz Reiner (1914–1921)
- Ernst von Schuch (1884–1914)
- Franz Wüllner (1877–1884)
- Julius Rietz (1874–1877)

## Sources
- (en) Cet article est partiellement ou en totalité issu de l’article de Wikipédia en anglais intitulé « Sächsische Staatskapelle Dresden » (voir la liste des auteurs).